# Кужелло, Эрнест Францевич
Эрнест Францевич Кужелло (Кужела) (4 января 1890, город Кутенберг, Австро-Венгрия, теперь город Кутна Гора, Чехия — 22 июня 1934, город Николаев, теперь Николаевской области) — советский военный деятель, руководитель промышленных предприятий, директор Николаевского судостроительного завода имени Марти. Кандидат в члены ЦК КП(б)У в январе — июне 1934 г.

## Биография
Родился в крестьянской семье чешско-немецкого происхождения. Окончил среднее учебное заведение, а в 1908 году — сельскохозяйственное училище. В 1908-1909 годах — на сельскохозяйственной практике. Вступил в ряды социал-демократической молодежи (центровиков) Австро-Венгрии, участвовал в забастовочном движении.
Осенью 1909 года призван в австро-венгерскую армию охотником (добровольцем), а по сдаче экзаменов ушел в отставку в чине фендрика. В 1912 году, во время войны на Балканах, по подозрению в проявлении симпатий к сербам лишен чина с переводом в рядовые. Одновременно был заключен на три месяца. Член Социал-демократической партии Австро-Венгрии.
После выхода из тюрьмы работал на шахте Карвина, где по заданию Социал-демократической партии находился до 1914 года.
В начале Первой мировой войны вновь призван на военную службу в австро-венгерскую армию с восстановлением чина фендрика. После прибытия на фронт, через четыре дня перешел на сторону российских войск и поступил служить в организованные дружины чехов (будущий Чехословацкий добровольческий корпус). Во время пребывания в корпусе продолжал оставаться в организации социал-демократов, проводил агитационную работу. Должен был быть отправлен в лагеря пленных, но благодаря Февральской революции 1917 года переведен в запасной российской части в городе Бобруйске. Вскоре туда были передислоцированы и запасные части чешских войск.
На гарнизонных собраниях частей был избран делегатом на I съезд советов в Петрограде. После возвращения из Петрограда был избран заместителем председателя Бобруйской совета рабочих и солдатских депутатов и председателем военной секции. В августе 1917 года исключен из чехословацкого корпуса за отказ поддержать генерала Корнилова и оставлен в Бобруйске в запасном дивизионе 16-го Черниговского гусарского полка. 6 декабря 1917 года, согласно постановлению фронтового комитета, был назначен командиром сборного батальона города Гомеля.
С 1918 года — в Красной армии. Участник гражданской войны. В 1918 году был командирован в города Самару и Оренбург, а затем назначен комендантом укрепленного района в Илецком районе Оренбургской губернии.
Член РКП(б) с 1918 года.
28 июня 1918 года был назначен начальником формирований партийных отрядов и с 12 декабря 1918 года по август 1919 года — начальником всех партийных отрядов Туркестанской республики. С 1919 года был командующим войск Андижанского района. В 1919-1920 годах — начальник Отдельной Ферганской дивизии, командир отдельной кавалерийской бригады интернационалистов, командующий Катта-Курганской группой войск РККА. В 1920 году приказом РВС направлен в город Харьков, где получил назначение на должность командира отдельной интернациональной кавалерийской бригады.
В сентябре — декабре 1920 года — начальник Отдельной кавалерийской дивизии интернационалистов на Южном фронте, воевал с махновцами и другими повстанцами на Украине. Ранен под Гуляй-Полем.
В 1921 году, после выздоровления, был назначен командующим формирования новых национальных войск (кара-киргизов), одновременно командовал войсками Памир-Алайского горного района. Принимал участие в ликвидации генерала Бакича.
В 1922 году служил командующим войск чрезвычайной комиссии (ВЧК) в Туркестане. После второго ранения (в грудь на вылет), 2 февраля 1924 года был демобилизован из армии. Затем работал инспектором войск ВЧК Туркестанской АССР и начальником мест заключения, был прикомандирован к председателю Совета Народных Комиссаров Туркестанской АССР Кайгисызу Атабаеву.
Осень 1924 — май 1925 года — директор кожевенного треста в городе Тамбове. Постановлением ЦК ВКП(б) направлен на Дальний Восток для работы на Сахалине, но постановлением Дальневосточного краевого комитета ВКП(б) был назначен управляющим Черновских копей в Забайкалье, где работал с июня 1925 года по март 1927 года. В марте 1927 — августе 1930 года — управляющий Петровского металлургического завода.
В августе 1930 — августе 1931 года — председатель Совета народного хозяйства Дальневосточного края.
В августе 1931 — 1933 года — директор Дальневосточного судоремонтного завода (Дальзавода) имени Ворошилова в городе Владивостоке Дальневосточного края.
В 1933 — июне 1934 года — директор Николаевского судостроительного завода имени Марти Одесской области.
Умер от сердечного приступа в городе Николаеве, где и похоронен.

## Звание
- фендрик австро-венгерской армии

## Награды
- два ордена Красного Знамени (1920, 1922)
- орден Ленина (30.01.1934)